# Jessie Anderson
Jessie Anderson est un des personnages principaux de la série télévisée The Walking Dead. Elle est interprétée par Alexandra Breckenridge et doublée en version française par Laura Préjean.

## Biographie fictive

### Saison 5
Jessie est une habitante d'Alexandria. Elle est mariée à Pete et a de lui deux enfants, Ron et Sam. Elle travaille au cellier. Dès leur première rencontre, Jessie propose à Rick de lui couper les cheveux, ce dernier accepte. Elle vient avec sa famille à la fête organisée par Deanna. Elle demande à Rick si elle peut prendre Judith dans des bras, et un rapprochement se produit quand Rick dépose un baiser sur la joue de Jessie. Quelques jours plus tard, Rick apprend de Carol que Jessie se fait battre par son mari. Rick avoue à Jessie qu'il est au courant et se propose de l'aider. Elle accepte son aide et tente de faire partir son mari de la maison, mais Pete voit rouge et se bat avec Rick au milieu des autres habitants. À la suite de cela, Pete est logé dans une autre maison pour éviter que Jessie subisse les coups de son mari. Jessie est présente pendant la réunion organisée par Deanna pour discuter du sort de Rick. Pete arrive soudainement avec l'épée de Michonne et tue Reg Monroe. Attristée, Deanna demande à Rick de tuer Pete et Rick s’exécute.

### Saison 6
Après les événements, Jessie demande à Rosita de lui donner une arme pour apprendre à s'en servir, pour ensuite l'enseigner à Ron et Sam. Lors de l'attaque des Wolves à Alexandria, l'un d'entre eux pénètre dans la maison de Jessie. Celle-ci s'enferme dans la penderie avec Sam tandis que le Wolf fouille la maison. Ron, qui était hors de la maison, tape à la porte pour se mettre en sécurité chez lui, ne sachant pas que un des Wolf était déjà dans la maison. Jessie se précipite en bas, en disant à Sam de s'enfermer, pour alerter Ron de rester hors de la maison. Une bagarre éclate entre Jessie et le Wolf. Jessie fait mine d'être assommée, et dès que le Wolf à le dos tourné, elle se relève et tue le Wolf à coup de ciseaux. Ron assiste à la scène, horrifié. Quelque temps après l'attaque, elle passe devant la maison de Betsy et David. Soudain le rôdeur de Betsy apparaît contre la fenêtre. Cette dernière s'est donné la mort après avoir appris le décès de son mari. Jessie abat le rôdeur de Betsy et donne une leçon aux habitants d'Alexandria qui ne réalisent pas ce qui se passe à l'extérieur. À la fin de l'épisode 5, Jessie et Rick s'embrassent, ce qui montre qu'elle tire un trait sur son mari décédé. Elle suit par la suite une formation à la machette donnée par Rosita. Lors de la mi-saison, la horde fait irruption dans Alexandria. Alors que Rick, Deanna, Michonne, Gabriel, Carl, et Ron se battent contre les rôdeurs, Jessie les aide et les fait entrer dans sa maison pour plus de sécurité. Le groupe réalise ensuite que Deanna s'est fait mordre. Les rôdeurs se faisant beaucoup trop nombreux dans la maison, le groupe décide de se couvrir de boyaux pour se faufiler jusqu'à l'armurerie sans se faire tuer. Jessie réconforte Sam qui est terrorisé à l'idée d'être aux côtés des rôdeurs. En essayant de fuir, Sam se souvient de ce que Carol lui a dit par rapport aux monstres. Il s'arrête et se met à pleurer. Jessie essaye en vain de le consoler, et il se fait attaquer par des rôdeurs. Jessie hurle la mort de son fils, attirant l'attention d'autres rôdeurs, qui la dévorent à son tour sous les yeux de son fils aîné. Comme elle tenait la main de Carl et reste solidement agrippée durant son calvaire, Rick est contraint de l'amputer à vif avec sa hache pour sauver son fils.